# Пођо Фабрика (Витербо)
Пођо Фабрика је насеље у Италији у округу Витербо, региону Лацио.
Према процени из 2011. у насељу је живело 16 становника. Насеље се налази на надморској висини од 575 м.